# Arne Hagängen

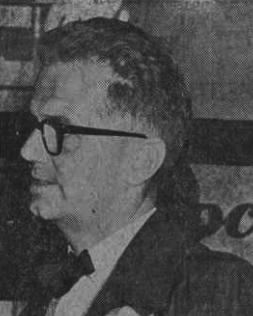
Arne Hagängen

Erik Arne Hagängen, född 21 augusti 1923 i Oslo, död 1 januari 2004 i Västerleds församling, Stockholm, var en svensk arkitekt.
Hagängen utexaminerades från Kungliga Tekniska högskolan 1948 och från Kungliga Konsthögskolan 1956. Han var anställd på arkitektkontor 1948–1956, på Stockholms stadsbyggnadskontor, projekteringschef vid gatukontorets parkavdelning, chefsarkitekt på regionplanekontoret och på Stockholms stads fastighetskontor 1956–1971 och var stadsträdgårdsdirektör vid Stockholms parkförvaltning 1972–1979. Han var därefter konsult vid Stockholms kommun och bedrev egen konsultverksamhet.